# Chelicerca semilutea
Chelicerca semilutea is een insectensoort uit de familie Anisembiidae, die tot de orde webspinners (Embioptera) behoort. De soort komt voor in Mexico.
Chelicerca semilutea is voor het eerst wetenschappelijk beschreven door Ross in 2003.